# Anomalomma
Anomalomma là một chi nhện trong họ Lycosidae.